# آگرانولوسیتوز
آگرانولوسیتوز (انگلیسی: Agranulocytosis) که همچنین به عنوان آگرانولوز یا گرانولوپنی شناخته می‌شود، یک بیماری حاد است که شامل کاهش شدید و خطرناک شمار گلبول‌های سفید خون (لکوپنی، معمولاً نوتروفیل‌ها) است و در نتیجه باعث ایجاد نوتروپنی در خون در گردش می‌شود. این کمبود شدید یک دسته اصلی از گلبول‌های سفید خون است که با عفونت مبارزه می‌کنند. افراد مبتلا به این بیماری به دلیل سیستم ایمنی سرکوب شده در معرض خطر ابتلا به عفونت‌های جدی هستند.
در آگرانولوسیتوز، غلظت گرانولوسیت‌ها (یک طبقه اصلی از گلبول‌های سفید خون شامل نوتروفیل‌ها، بازوفیل‌ها و ائوزینوفیل‌ها) به زیر ۲۰۰ سلول در میلی‌متر مکعب خون می‌رسد.

## علائم و نشانه‌ها
آگرانولوسیتوز ممکن است بدون علامت باشد یا از نظر بالینی با تب ناگهانی، تشنج و گلودرد تظاهر کند. عفونت هر عضوی ممکن است به سرعت پیشرونده باشد (مانند سینه‌پهلو، عفونت دستگاه ادراری). سپسیس نیز ممکن است به سرعت پیشرفت کند.